# Bengtsfors
Bengtsfors – miejscowość (tätort) w Szwecji, w regionie administracyjnym (län) Västra Götaland, w gminie Bengtsfors.
Według danych Szwedzkiego Urzędu Statystycznego liczba ludności wyniosła: 3125 (31 grudnia 2015), 3249 (31 grudnia 2018) i 3313 (31 grudnia 2019).